# 小台 (足立区)

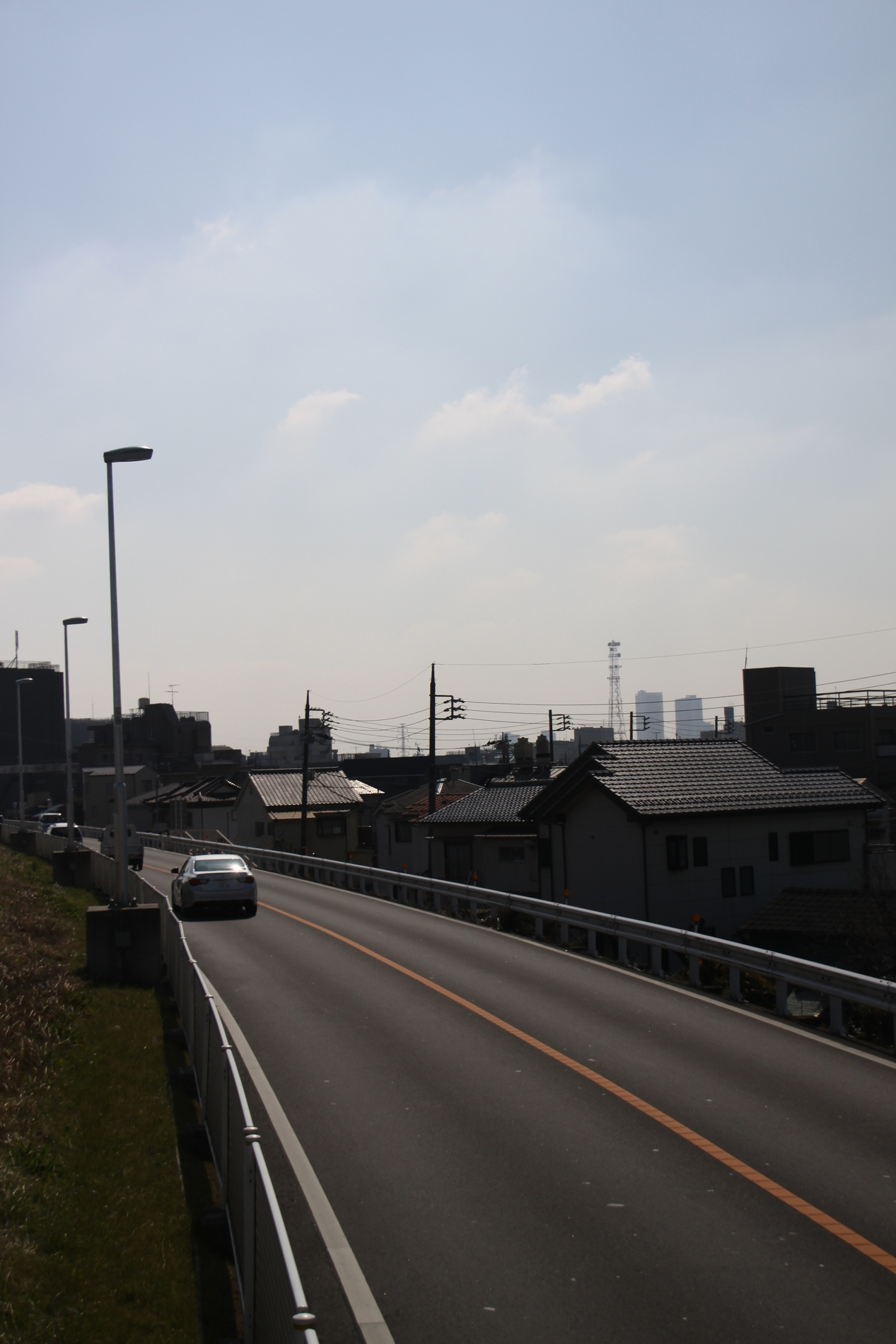
小台を走る都道449号新荒川堤防線

小台（おだい）は、東京都足立区の地名。現行行政地名は小台一丁目および小台二丁目。住居表示実施済み。

## 地理
足立区西部に位置する。北で第一級河川荒川を挟んで対岸に扇、東で千住桜木、南で隅田川を挟んで対岸に荒川区東尾久及び荒川区西尾久、西で宮城と接する。北を荒川、南を隅田川に挟まれた東西に細長い町域を形成している。町域自体は広大ではないが、足立区でも最大規模の工場集積地帯である。日暮里・舎人ライナーの足立小台駅が町域内に設置された。高規格堤防事業により高台化された。

## 歴史
小台では大正時代に荒川放水路掘削事業で隣接する宮城と同じように、町域の一部を放水路の河道とするために住民の立ち退きが行われた。飛地として存在していた小字大門の区域はそのほとんどが荒川河川敷内になった。足立区が成立した際に、大字小台は小台町と小台大門町（旧・字大門）とに分割された。小台大門町は現在の江北二丁目・宮城二丁目の一部に相当する。現在の小台はこの時に誕生した旧小台町と、後に本木町六丁目から編入された区域によって主に成り立っている。
旧小台大門町には弥生時代後期の弥生土器が発掘されており、かなり古くから人が住んでいたと考えられている。小台二丁目にある庚申塔に記載されている年代としては南北朝時代の物があるほか、珠明院に残されている舟形墓石も同じく南北朝時代の物であると確認が取れる。
江戸期の正保年間には、小台が村として独立していたことが確認されている。

### 地名の由来
「小台」の地名がいつ頃より用いられていたかは定かでないが、
律令国である武蔵国足立郡の成立まもない頃から、
「小さい台地」と言う意味で「小台」と呼ばれ始めた模様である。
荒川もこの台地を避けて流れていたことが推測され、自然堤防の一部であったと思われる。
さらに、台地は畑として利用されていることが多かったことや、荒川放水路の掘削前は現在の小台の町域はほとんど畑であったことを考えると、「小さい台地」という由来には納得感がある。

### 沿革
- 1889年（明治22年）5月1日 - 南足立郡小台村が周辺の村と合併し、江北村が成立。東京府南足立郡江北村大字小台となる。
- 1932年（昭和7年）10月1日 - 南足立郡が東京市足立区となる。小台は小台町と小台大門町（飛地となっていた小字の大門地域）に分割される。
- 1947年（昭和22年）5月1日 - 南宮城町土地区画整理事業施行によって、小台町の一部地域が南宮城町に編入される。
- 1948年（昭和23年）11月1日 - 本木町六丁目の中で、荒川放水路堤南地域のうち「新渡し」より西側が小台町に編入される。
- 1966年（昭和41年）4月1日 - 住居が無い荒川河川敷内を除く小台町と宮城町の一部に住居表示が実施され、小台一丁目・二丁目が成立。
- 1969年（昭和44年）8月1日 - 住居が無い荒川河川敷内を除く小台大門町に住居表示が実施され、江北二丁目に編入される。
- 1989年（平成元年）5月15日 - 荒川河川敷内に住居表示が実施されたことにより、小台町・小台大門町などの旧来の地名が消滅し、小台一・二丁目の住居表示が実施された。

## 世帯数と人口
2025年（令和7年）1月1日現在（足立区発表）の世帯数と人口は以下の通りである。
| 丁目       | 世帯数    | 人口    |
| ---------- | --------- | ------- |
| 小台一丁目 | 1,407世帯 | 2,957人 |
| 小台二丁目 | 2,016世帯 | 3,868人 |
| 計         | 3,423世帯 | 6,825人 |

### 人口の変遷
国勢調査による人口の推移。
| 年                 | 人口  |
| ------------------ | ----- |
| 1995年（平成7年）  | 5,643 |
| 2000年（平成12年） | 5,572 |
| 2005年（平成17年） | 6,286 |
| 2010年（平成22年） | 6,423 |
| 2015年（平成27年） | 6,580 |
| 2020年（令和2年）  | 6,896 |

### 世帯数の変遷
国勢調査による世帯数の推移。
| 年                 | 世帯数 |
| ------------------ | ------ |
| 1995年（平成7年）  | 2,095  |
| 2000年（平成12年） | 2,206  |
| 2005年（平成17年） | 2,554  |
| 2010年（平成22年） | 2,796  |
| 2015年（平成27年） | 2,769  |
| 2020年（令和2年）  | 3,126  |

## 学区
区立小・中学校に通う場合、学区は以下の通りとなる（2023年4月時点）。なお、足立区では学校選択制度を導入しており、区内全域から選択することが可能。ただし、小学校に関しては、2018年（平成30年）度から学区域または学区域に隣接する学校のみの選択になる。
| 丁目       | 番地     | 小学校               | 中学校                 |
| ---------- | -------- | -------------------- | ---------------------- |
| 小台一丁目 | 27番以降 | 足立区立千寿桜小学校 | 足立区立千寿青葉中学校 |
| 小台一丁目 | 1〜26番  | 足立区立宮城小学校   | 足立区立江南中学校     |
| 小台二丁目 | 全域     | 足立区立宮城小学校   | 足立区立江南中学校     |

## 事業所
2021年（令和3年）現在の経済センサス調査による事業所数と従業員数は以下の通りである。
| 丁目       | 事業所数  | 従業員数 |
| ---------- | --------- | -------- |
| 小台一丁目 | 61事業所  | 991人    |
| 小台二丁目 | 167事業所 | 1,062人  |
| 計         | 228事業所 | 2,053人  |

### 事業者数の変遷
経済センサスによる事業所数の推移。
| 年                 | 事業者数 |
| ------------------ | -------- |
| 2016年（平成28年） | 238      |
| 2021年（令和3年）  | 228      |

### 従業員数の変遷
経済センサスによる従業員数の推移。
| 年                 | 従業員数 |
| ------------------ | -------- |
| 2016年（平成28年） | 2,055    |
| 2021年（令和3年）  | 2,053    |

## 交通

### 鉄道
- 東京都交通局

日暮里・舎人ライナー：足立小台駅
都電荒川線（東京さくらトラム）の小台電停は荒川区西尾久に存在し、地内から小台橋を経由して利用が可能である。もともと小台橋が架けられる以前に存在していた小台の渡しに因んだ「小台渡」という名称であったが、後に「小台」に改名されている。
ちなみに、駅名と所在地が異なり、かつ川で隔てられているという意味で、類似の例としては、東武伊勢崎線（東武スカイツリーライン）の堀切駅や、小田急・JR線の厚木駅がある。

### バス
- 東京都交通局
- 新日本観光自動車

### 道路・橋梁
道路
- 東京都道58号台東川口線（尾久橋通り）
- 東京都道449号新荒川堤防線
- 東京都道458号白山小台線（小台通り）

橋梁
- 扇大橋
- 尾久橋
- 小台橋

## 施設
行政
- 江南センター（区民事務所・住区センター・図書館の複合施設）
- 警視庁第六方面交通機動隊

教育
- 東京都立小台橋高等学校

企業
- 出光興産油槽所

寺社
- 天祖神社
- 珠明院

## その他

### 日本郵便
- 郵便番号 : 120-0046[3]（集配局 : 足立郵便局[16]）。